# Rithvik Choudary Bollipalli
Rithvik Choudary Bollipalli (Hyderabad, 17 gennaio 2001) è un tennista indiano.
Specialista del doppio, ha vinto due titoli del circuito maggiore e ha raggiunto il 65º posto del ranking ATP nel marzo 2025. Ha fatto il suo esordio nella squadra indiana di Coppa Davis nel 2025.

## Statistiche

### Doppio

#### Vittorie (2)
| Legenda doppio       |
| Grande Slam (0)      |
| ATP Finals (0)       |
| ATP Masters 1000 (0) |
| ATP Tour 500 (0)     |
| ATP Tour 250 (2)     |

| N. | Data            | Torneo                        | Superficie  | Compagno           | Avversari in finale                 | Punteggio            |
| 1. | 20 ottobre 2024 | Almaty Open, Almaty           | Cemento (i) | Arjun Kadhe        | Nicolás Barrientos Skander Mansouri | 3–6, 7–6(3), [14–12] |
| 2. | 1º marzo 2025   | Chile Open, Santiago del Cile | Terra rossa | Nicolás Barrientos | Máximo González Andrés Molteni      | 6–3, 6–2             |